# اسقف اعظم یورک
اسقف اعظم یورک (انگلیسی: Archbishop of York) اسقفی تحت کلیسای انگلستان است که بعد از اسقف اعظم کانتربری والاترین مقام را دارد.